# Olfa Youssef
Pour les articles homonymes, voir Youssef.
Olfa Youssef (arabe : ألفة يوسف), née le 21 novembre 1966 à Sousse, est une écrivaine, universitaire et chercheuse tunisienne spécialisée en linguistique, psychanalyse et islamologie.

## Parcours
En 2002, elle soutient à l'université de La Manouba une thèse d'État sur la pluralité des sens du Coran.
Elle est ensuite directrice de la Bibliothèque nationale de Tunisie de 2009 à 2011.
Engagée contre l'intégrisme, Olfa Youssef propose une lecture ouverte et sans tabous des textes sacrés, présentant dans ses livres une nouvelle lecture de la tradition musulmane. L'excès d'intérêt qu'elle accorde à la dimension cultuelle explique sa méthode qui veut distinguer le sentiment religieux d'un noyau dur de représentations théologiques qui, au cours des siècles, ont monopolisé le sens du vrai.
Elle a publié plusieurs ouvrages dont Démunies de raison et de religion (arabe : ناقصات عقل و دين), Désarroi d'une musulmane (حيرة مسلمة) et Le Coran au risque de la psychanalyse publié chez Albin Michel.
En 2016, elle publie Sept controverses en islam – parlons-en, un livre qui porte sur les sujets considérés comme des sujets tabous dans l'islam, comme le port du voile, la consommation de l'alcool et l'homosexualité entre autres.

## Engagements politiques
En novembre 2013, son nom est cité pour avoir collaboré avec le régime déchu de Zine el-Abidine Ben Ali dans un « livre noir » publié par la présidence de la République, ce qu'elle dénonce. Ses propos suscitent alors diverses polémiques.
Après avoir rallié le parti Nidaa Tounes en février 2013, elle annonce son départ le 16 août 2014. Elle affirme par ailleurs son soutien à Kamel Morjane. En 2018, elle critique publiquement le système politique tunisien, notamment après l'échec des différents gouvernements pour sortir le pays de sa crise économique.

## Publications
- (ar) الإخبار عن المرأة في القرآن والسنة [« La femme dans le Coran et la Sunna »], Tunis, Sahar,‎ 1997, 133 p. (ISBN 978-9973280213).
- (ar) ناقصات عقل ودين : فصول في حديث الرسول ,مقاربة تحليلية نفسية [« Démunies de raison et de religion : chapitres des hadiths du prophète, une approche analytique psychologique »], Tunis, Sahar,‎ 2003, 133 p. (ISBN 978-9973281210).
- (ar) تعدد المعنى في القرآن: بحث في أسس تعدد المعنى في اللغة من خلال تفاسير القرآن [« La multiplicité des sens dans le Coran : une enquête sur les fondements de la pluralité de sens dans la langue à travers les interprétations du Coran »], Tunis, Sahar,‎ 2003, 495 p. (ISBN 978-9973281159).
- Le Coran au risque de la psychanalyse, Paris, Albin Michel, 2007, 217 p. (ISBN 978-2226173041).
- (ar) Désarroi d'une musulmane, Tunis, Sahar, 2010.
- Désir... des dimensions spirituelles et psychiques des piliers de l'islam, Tunis, Nirvana, 2012, 212 p. (ISBN 978-9973855466)[12].
- Sept controverses en Islam : parlons-en, Tunis, Elyzad, 2016, 208 p. (ISBN 978-9973580825)[13].
- Le féminin, la mort et le silence, Tunis, Nirvana, 2017, 136 p. (ISBN 978-9938940138).
- (en) The Perplexity of a Muslim Woman : Over Inheritance, Marriage, and Homosexuality, Londres, Lexington Books, 2017, 164 p. (ISBN 978-1498541718).
- (ar) أحلى كلام: قراءة ذاتية جدا في الشتائم التونسية الفايسبوكية [« Doux propos : lecture très personnelles des injures sur Facebook (2011-2017) »], Tunis, Sotepa,‎ 2018, 178 p. (ISBN 978-9938007237)[14].
- (ar) Le visage de Dieu, trois chemins vers la Vérité, Tunis, Masciliani, 2019.
- Inquiétudes d'une musulmane : propos sur la succession, le mariage et l'homosexualité, Grenoble, Université Grenoble-Alpes, 2020, 200 p. (ISBN 978-2377470808).